# هانزاوا ناوكي (مسلسل)

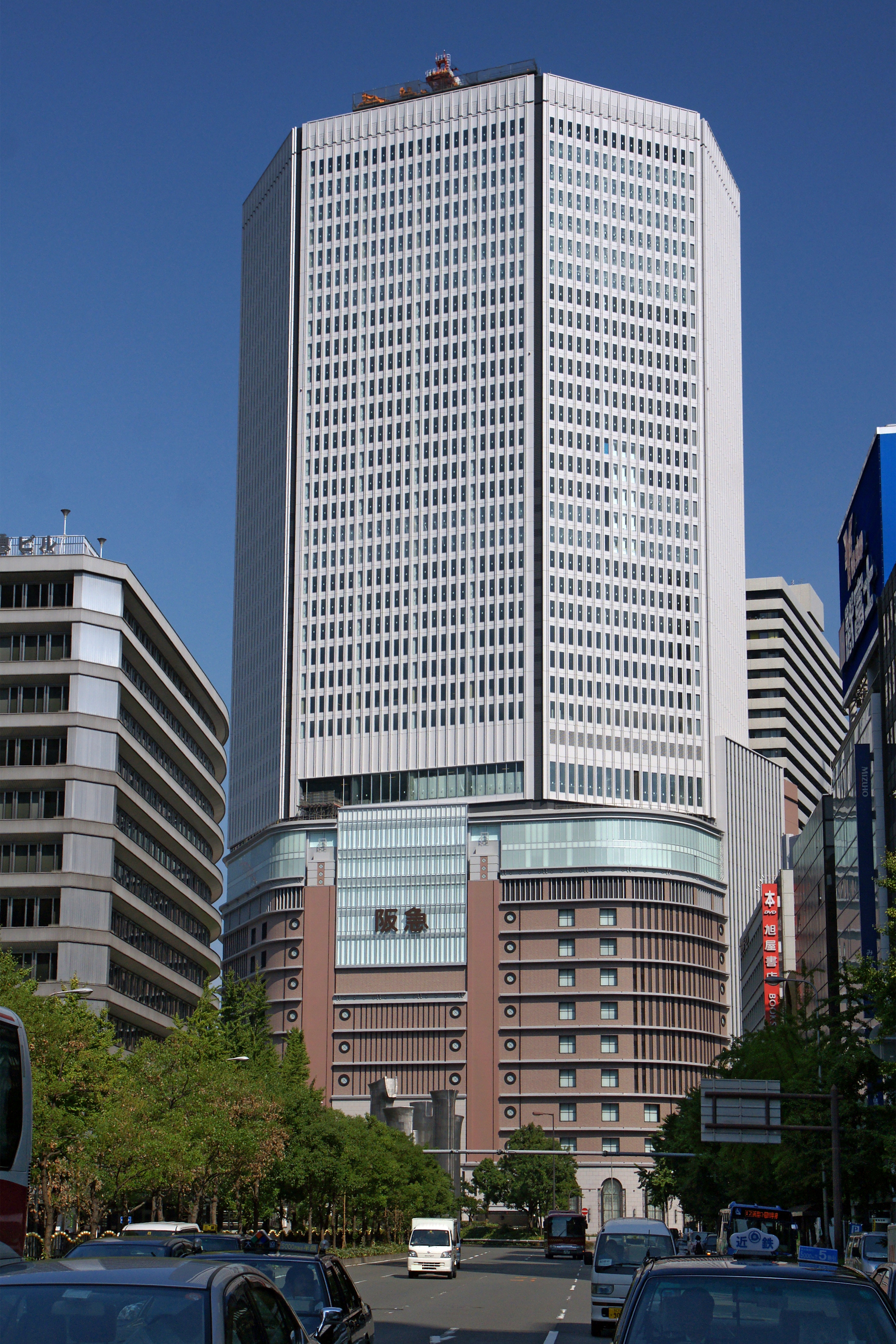
مبنى أوميدا هانكيو أستخدم شكله الخارجي في المسلسل لتمثيل بنك توكيو تشو فرع أوساكا.

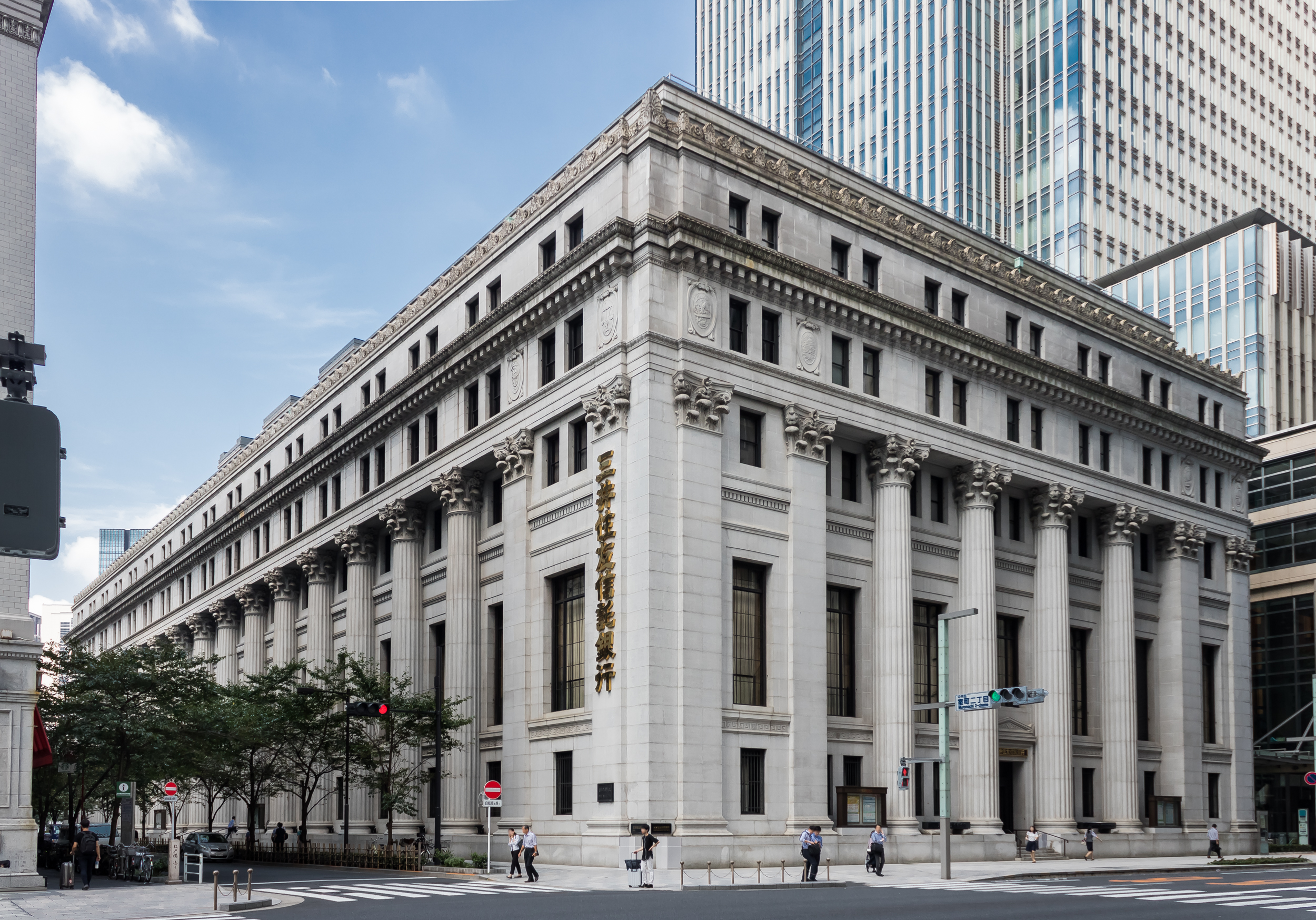
مبنى ميتسو هونكان أستخدم شكله الخارجي في المسلسل لتمثيل بنك توكيو تشو الفرع الرئيسي في طوكيو.

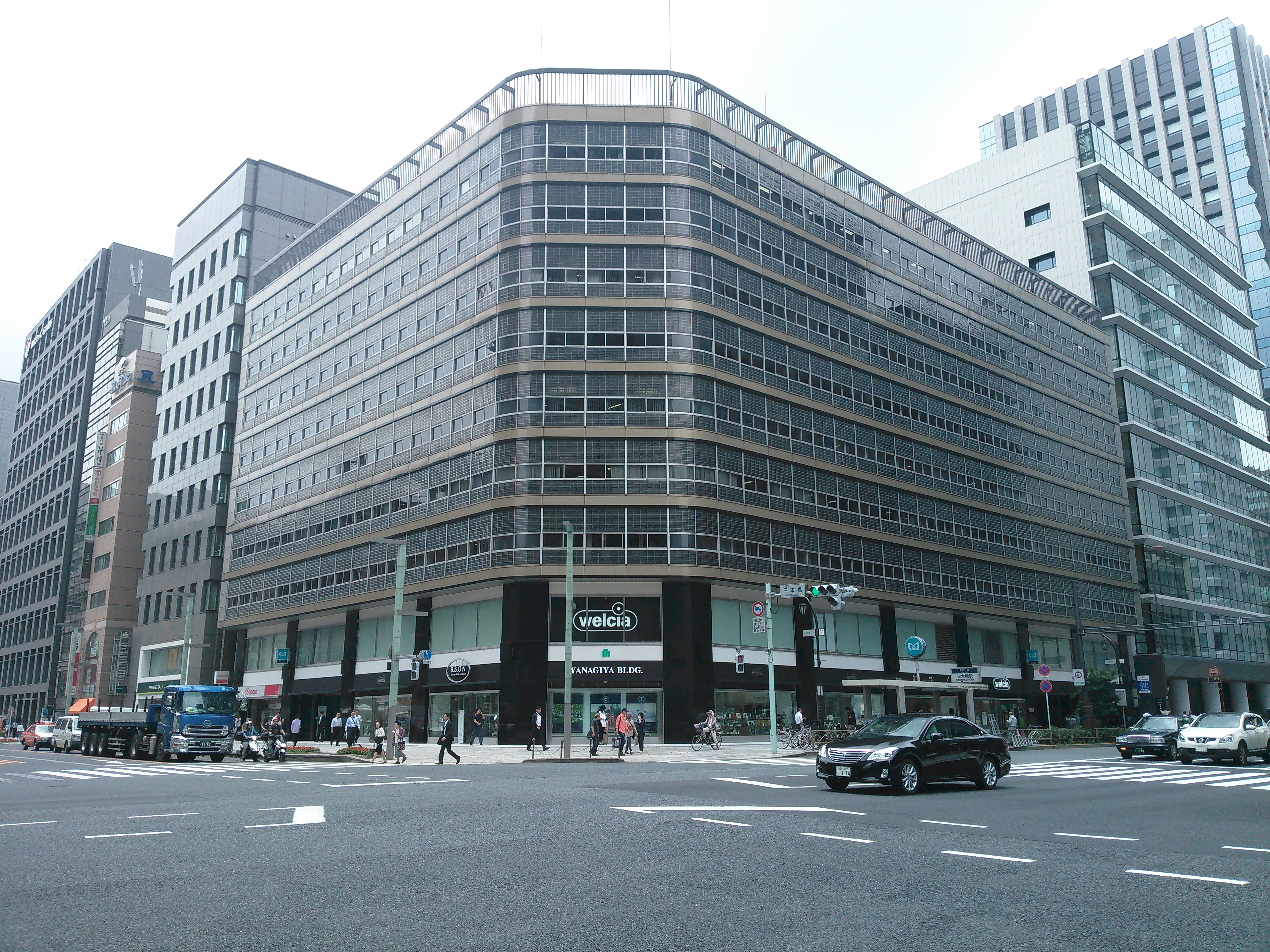
مبنى ياناغيا أستخدم شكله الخارجي في المسلسل لتمثيل شركة توكيو سنترال للأوراق المالية.

هانزاوا ناوكي (باليابانية: 半沢直樹) مسلسل ياباني عرض عام 2013 وبثته قناة تي بي إس. مقتبس من رواية تحمل نفس الاسم للكاتب جون إيكيدو. تدور القصة حول هانزاو ناوكي، مصرفي يعمل في أكبر بنك في اليابان، بنك توكيو تشو. تدور الاحداث حوله وهو يتسلق طريقه في المراتب. حضي المسلسل بإقبال واسع ووصلت نسبة مشاهده الحلقة الأخيرة للموسم الأول على 42.2% في منطقة كانتو. وهي الأعلى لمسلسل في فترة هيسي.
يعتبر المسلسل الاعلى بنسب المشاهدة في تاريخ التلفاز الياباني خلال الثلاث عقود الماضية.

## القصة

### آرك أوساكا
تدور القصة حول هانزاوا ناوكي، موظف مصرفي يعمل في فرع أوساكا نيشي في مصرف توكيو تشو الكبير. يرأس ناوكي في الفرع قسم القروض، ويرأس الفرع تاداسو أسانو. يقوم تاداسو في يوم من الأيام بإقناع ناوكي بتمرير قرض يبلغ 500 مليون ين ياباني لشركة نيشي أوساكا للحديد بلا ضمانات، ومع أن ناوكي يكون في امتعاض من الأمر، إلا أنه لا يعارضه ويمرر القرض بعد تعهد المدير بتحمل المسؤولية. تمر ثلاثة أشهر ويُكتشف أن الشركة كانت تتلاعب بحساباتها المالية (المحاسبة الابداعية)، وتعلن حينها إفلاسها. يصاب ناوكي بالصدمة بعد أن تنصل رئيس الفرع من المسؤولية، فيلاحق ويتتبع رئيس الشركة باحثًا عنه، فيكتشف في النهاية أن الأمر مدبر، فيحاول ارجاء القرض عن طريق مصادرة أملاك رئيس الشركة. وبمساعدة كيوهيكو تاكيشيتا وهو رجل أعمال تضرر بسبب افلاس شركة نيشي أوساكا للحديد. يكتشف الاثنان أن الحدث بأكمله كان مخططًا وضعه مدير الفرع أسانو ورئيس الشركة هيغاشيدا. وفي سباق مع الوقت ومع مكتب الضرائب. تمكن ناوكي من استرداد الـ 500 مليون ين بالكامل للبنك. بعد ذلك اراد ناوكي الانتقام وفضح أسانو في وسائل الاعلام ولكنه بداعي الشفقة على عائلته وزوجة أسانو لا يفعل ذلك. ويطلب من أسانو كتابه توصيه لترقيته بمنصب نائب مدير قسم العمليات الثاني في المقر الرئيسي في طوكيو.

### آرك طوكيو
بعد مرور سنة، ناوكي يعمل في المقر الرئيس لمصرف توكيو تشو، ويتضح له كيف أن المصرف لا يزال مستقطبًا بين أعضاء مصرفي سانغيو تشو وتوكيو داييتش الأولين (المصرف الحالي اندماج حدث بين مصرفين قبل 20 عامًا). يُدين المصرف فندق ايسشيما عشرين مليار ين ياباني، إلا أنه يتضح فيما بعد أن الفندق في حالة مالية صعبة قد تدرجة في تصنيف مستدين مضطرب. ولأن المبلغ المدان كبير، تقصد وكالة الخدمات المالية المصرف للتحقيق، حيث وأن المصرف لا بد وأن يوفر 12 مليار حتى يثبت للوكالة أنه لن يتأثر بما خسره من دين مع الفندق المضطرب. يوكل رئيس مصرف توكيو تشو ناوكي في البحث عن مخرج والإتيان بخطط لتوفير 12 مليار اللازمة للمرور من تحقيق، وفي مسيره في توفير المال يتضح له أن الأمر مدبر من قبل المدير اودا رغم وجود معلومة مسبقة أن الفندق يعاني من مشاكل مالية. كوندو صديق هانزاوا يعمل في شركة تاميا الكترك ويكتشف ان اودا ايضاً كانت خلف قرض غير مباشر لشركة لافيتي للموضة التي تملكها زوجة اودا. هانزاوا يكشف هذا الامر في اجتماع مجلس الإدارة امام اودا. وانتقاماً لوالدة المتوفي يجبر اودا على الركوع له والاعتذار على افعاله امام جميع أعضاء مجلس الإدارة. وبعد هذه الحادثة يخفض رئيس المصرف منصب اودا إلى عضو مجلس إدارة وينقل هانزاوا من المصرف إلى شركة توكيو سنترال للأوراق المالية.

## الشخصيات
- هانزاوا ناوكي، وقام بدوره ساكاي ماساتو.
- شينوبو توماري، وقام بدوره اوکیوا میتسوهیرو.

صديق ناوكي، يعمل في الفرع الرئيسي للمصرف في طوكيو، التقى بناوكي اثناء التقديم للعمل في المصرف بعد تخرجهم من الجامعة. وهو شخص اجتماعي ولديه معارف كثر مما يساعده على الحصول على المعلومات المهمة بوقت قياسي.
- كوندو ناوسكي، وقام بدوره تاكيتو كينيتشي.

صديق ناوكي، دائماً ما يجتمع معه للتدرب على الكندو، فشل في عمله كمصرفي بسبب خطأ ارتكبه مما ادى به للوقوع في الاكتئاب وضياء مستقبله في المصرف.
- هانا هانزاوا، وقامت بدورها أويتو أيا.

زوجة ناوكي.
- كين ناكانواتاري، وقام بدوه كيتاوجي كينيا

رئيس مصرف توكيو تشو.
- كوروساكي شونتشي

مدير مكتب الضرائب، لسيط اللسان وصاحب شخصية مزعجة، لا يخسر هدفه ابداً، شخص مغرور وعصبي جداً، يخشى موظفيه منه لحده صوته وكثرة صراخه.
- توماري شينوبو، وقام بدوره أويكاوا ميتسوهيرو
- ميكي، وقامت بدورها ميتسو دان

## الجوائز
- جائزة أفضل ممثل لـ ساكاي ماساتو - جوائز الاكاديمية للدراما التلفزيونية الدورة 78.
- الجائزة الكبرى لمهرجان الدراما الدولي في طوكيو 2014

## اقرأ أيضًا
- مسلسلات يابانية
- مصرف
- وكالة الخدمات المالية (اليابان)

## روابط خارجية
- هانزاوا ناوكي على موقع IMDb (الإنجليزية)
- هانزاوا ناوكي على موقع فيلمافينيتي (الإسبانية)
- هانزاوا ناوكي على موقع كينوبويسك (الروسية)
- هانزاوا ناوكي على موقع قاعدة بيانات الفيلم (الإنجليزية)